# طاشكديك (أديامان)
طاشكديك (بالكردية: Heyderan‏) (بالتركية: Taşgedik)‏ هي قرية كرديّة تتبع إداريّاً لمديرية أديامان في محافظة أديامان التركية الواقعة في جنوب شرق الأناضول. وبلغ عدد سكانها 75 نسمة في عام 2021.